# Ardee
Ardee (en gaèlic irlandès Baile Átha Fhirdhia que vol dir "vila del gual de Ferdiad") és una vila d'Irlanda, al comtat de Louth, a la província de Leinster. El seu lema és Na Bris Sith, Na Bris Cairdis (No trenquis la pau, no trenquis l'amistat). Es troba en la intersecció de les carreteres N2, N52 i N33. Ardee és als marges del riu Dee i es troba a uns 20 km de Dundalk, Drogheda, Slane i Carrickmacross.

## Història
Originàriament es deia Atherdee, i el seu nom fa referència a la batalla mitològica de quatre dies entre Cúchulainn i Ferdiad per la defensa de l'Ulster contra la reina Maeve de Connacht. Ferdia va caure després d'una batalla de quatre dies i fou enterrat al marge merional dle riu al llarg de Riverside Walk. El riu Dee feia de frontera a The Pale.
Una línia fèrria de 8 kilòmetres va unir la ciutat una vegada en la línia Dublín - Belfast line. L'estació d'Ardee fou inaugurada l'1 d'agost de 1896 i fou clausurada el 3 de juny de 1934 com a línia de passatgers, encara que fou utilitzada per a transportar mercaderies fins al 3 de novembre de 1976, que era utilitzada per les fàbriques locals de fertilitzants, sucrera i transport de ramaderia.